# 2020年香港國際賽事
2020年香港國際賽事於2020年12月13日在沙田馬場舉行，除了四場國際一級賽外，還包括了國際騎師錦標賽等活動。由於贊助關係，賽事正式名稱為浪琴表香港國際賽事2020（Longines Hong Kong International Races 2020）。因應2019冠狀病毒病疫情，香港賽馬會創造了一個賽馬氣泡，讓外籍騎師以及賽馬人員入境安排。一般公眾因應第四波疫情，無法進入馬場觀賞國際騎師錦標賽及香港國際賽事。

## 馬會錦標賽事
馬會錦標賽事，又稱為香港國際賽事前哨戰。三項香港國際賽事指定預賽馬會錦標賽事11月22日於沙田馬場舉行，這也是香港疫情第四波爆發時最後一個開放公眾進入馬場的香港賽馬日。

#### 馬會一哩錦標
四歲三冠王金鎗六十獲勝，取得十連捷，追平兩匹前香港馬王美麗傳承和同德的佳績。嘉應之星跑入一席第二，2019年冠軍一哩賽盟主川河尊駒跑入一席第三。

#### 馬會短途錦標
旺蝦王取得自2018年11月以來的分級賽勝利，并且是第二度於這項賽事取勝。錶之智能跑入一席第二，大籐王跑入一席第三。

#### 馬會盃
2019年香港打吡大賽盟主添滿意擊敗應屆香港馬王時時精綵奪冠。時時精綵跑入一席第二，時時有餘跑入一席第三。

## 因應疫情特別安排
香港政府自2020年3月下旬起，所有非香港居民或並無擁有香港居留權人士不得以空路進入香港。但香港賽馬會與香港政府達成協議，騎師、練馬師及馬房人員，前來香港，可以破例取得入境簽證，並不需接受十四天隔離。但他們必需在香港接受最少兩次檢測，並不能離開指定設施，除了操練馬匹，並不能與他人接觸，以創造一個「賽馬防護泡」。所有參加國際騎師錦標賽人員需乘搭香港賽馬會指定包機由巴黎及倫敦抵達香港。至於香港國際賽事的練馬師及馬房人員，亦會盡量安排包機。但不接受非香港居住馬主入境香港並進入馬場。此外香港賽馬會亦宣佈因應第四波疫情，由11月25日香港賽馬日起，一般人士無法透過預先訂購設施進入馬場，包括12月9日國際騎師錦標賽以及12月13日香港國際賽事。

## 國際騎師錦標賽
本屆國際騎師錦標賽因應改革實行練馬師特別獎金以及馬匹抽籤。香港賽馬會根據馬匹實力，排位後預估馬匹賠率，並根據配種公平地分配馬匹，以增加騎師賽競爭性，避免一些騎師未能抽到良駒下，已在國際騎師錦標賽敗局。本屆歷屆騎師賽以來，首次編排1200米賽事。此外因應疫情影響，香港賽馬會只邀請六名外籍騎師訪港。
本年度舉行的浪琴表國際騎師錦標賽獲邀參賽騎師名單上，共有六位訪港騎師，另外六個參賽席位由以香港作策騎基地的騎師取得。
12月9日在跑馬地馬場舉行賽事。
參賽騎師
- 田泰安：2019年浪琴表國際騎師錦標賽冠軍；2008年南非冠軍見習騎師
- 潘頓：2017年浪琴表國際騎師錦標賽冠軍；四屆香港冠軍騎師（2013/2014、2017/2018、2018/2019及2019/2020年度馬季）；布里斯本冠軍騎師（2003年，當時為見習騎師）
- 莫雅：兩屆浪琴表國際騎師錦標賽冠軍（2009年及2010年），並兩度榮膺浪琴表全球最佳騎師（2014年及2016年）；三屆英國冠軍騎師（2006年、2008年及2009年）
- 布宜學：英國冠軍見習騎師（2008年平頭冠軍）；2020年英國騎師榜位居次席
- 馬昆：英國冠軍見習騎師（2015年）；今年首次競逐浪琴表國際騎師錦標賽
- 杜苑欣：締創女騎師在單一英國馬季贏得最多頭馬紀錄（2020年129場，截至11月17日）；今年首次競逐浪琴表國際騎師錦標賽
- 布達德：	兩屆法國冠軍騎師（2015年及2016年）；2017年浪琴表國際騎師錦標賽季軍
- 巴米高：出道後不久即於2011年勝出一級賽葉森打吡，其後曾為費伯華及高多芬揚威多項大賽
- 莫雷拉：截至11月18日為止，在香港騎師榜上排名最高；三屆香港冠軍騎師（2014/2015、2015/2016及2016/2017年度馬季），保持多項紀錄，包括單一馬季贏馬最多紀錄（170場）；2012年浪琴表國際騎師錦標賽冠軍
- 何澤堯：	截至11月18日為止成績最好的香港土生土長騎師；2010/11年度馬季香港冠軍見習騎師；2018/19及2019/20年度馬季告東尼獎得主
- 巴度：截至11月25日為止今季香港騎師榜排名第五位的合資格參賽騎師（不包括見習騎師周俊樂）；2007年法國冠軍見習騎師
- 郭能：截至11月25日為止今季香港騎師榜排名第六位的合資格參賽騎師（不包括見習騎師周俊樂）；1999年英國冠軍見習騎師

| 代表國家/地區 | 騎師   | 第一關 第4場 4班1000米 | 第一關 第4場 4班1000米 | 第二關 第5場 4班1650米 | 第二關 第5場 4班1650米 | 第三關 第7場 3班1650米 | 第三關 第7場 3班1650米 | 第四關 第8場 3班1200米 | 第四關 第8場 3班1200米 | 排名 | 總分 |
| 代表國家/地區 | 騎師   | 座騎名次               | 得分                   | 座騎名次               | 得分                   | 座騎名次               | 得分                   | 座騎名次               | 得分                   | 排名 | 總分 |
| ------------- | ------ | ---------------------- | ---------------------- | ---------------------- | ---------------------- | ---------------------- | ---------------------- | ---------------------- | ---------------------- | ---- | ---- |
| 香港          | 潘頓   | 11                     | 0                      | 2                      | 6                      | 1                      | 12                     | 3@                     | 2                      | 1    | 20   |
| 香港          | 莫雷拉 | 1                      | 12                     | 5                      | 0                      | 2                      | 6                      | 6                      | 0                      | 2    | 18   |
| 香港          | 巴度   | 5                      | 0                      | 1                      | 12                     | 12                     | 0                      | 9                      | 0                      | 3    | 12   |
| 英国          | 杜苑欣 | 7                      | 0                      | 8                      | 0                      | 11                     | 0                      | 1                      | 12                     | 3    | 12   |
| 英国          | 布宜學 | 2                      | 6                      | 4                      | 0                      | 8                      | 0                      | 8                      | 0                      | 5#   | 6    |
| 英国          | 莫雅   | 10                     | 0                      | 11                     | 0                      | 10                     | 0                      | 2                      | 6                      | 6    | 6    |
| 法國          | 布達德 | 4                      | 0                      | 3                      | 4                      | 6                      | 0                      | 11                     | 0                      | 7#   | 4    |
| 香港          | 何澤堯 | 3                      | 4                      | 10                     | 0                      | 7                      | 0                      | 5                      | 0                      | 8    | 4    |
| 香港          | 田泰安 | 12                     | 0                      | 9                      | 0                      | 3                      | 4                      | 7                      | 0                      | 8    | 4    |
| 英国          | 馬昆   | 6                      | 0                      | 6                      | 0                      | 5                      | 0                      | 3@                     | 2                      | 10   | 2    |
| 法國          | 巴米高 | 9                      | 0                      | 7                      | 0                      | 4                      | 0                      | 12                     | 0                      | 11#  | 0    |
| 香港          | 郭能   | 8                      | 0                      | 12                     | 0                      | 9                      | 0                      | 10                     | 0                      | 12   | 0    |

第一關賽事莫雷拉憑著半冷馬爪皇轟天一放到底贏馬。巴度憑在次關憑著冠寶駒壓贏潘頓策騎的成才。第三關賽事由莫雷拉策騎的大熱門進力之城與潘頓策騎健康在望鬥足最後200米，最後由健康在望以馬頸位險勝。莫雷拉及潘頓以18分領先。最後一關則由杜苑欣策騎的 人和家興取下勝利，潘頓策騎的獎金大王與馬昆的疾風勁草取下平頭季軍。潘頓以兩分之差繼2017年後再次奪冠騎師賽冠軍。至於練馬師苗禮德憑著第二關及第三關的勝利，獲得20萬港元的練馬師特別獎金。
備註：各騎師所代表的國家或地區由香港賽馬會發佈。#有關騎師其中一場賽事中取得第四，排名較得分相同的其他騎師為高。@平頭季軍，馬昆及潘頓各得2分。

## 香港國際賽事
香港國際賽事仍舊舉行，總獎金為9700萬港元。香港短途錦標獎金由2000萬港元，增至2200萬港元。
| 賽事         | 總獎金（港元） | 冠軍        | 亞軍       | 季軍       | 第四名     | 第五名   | 第六名   |
| ------------ | -------------- | ----------- | ---------- | ---------- | ---------- | -------- | -------- |
| 香港瓶       | $20,000,000    | $11,400,000 | $4,400,000 | $2,000,000 | $1,140,000 | $660,000 | $400,000 |
| 香港短途錦標 | $22,000,000    | $12,540,000 | $4,840,000 | $2,200,000 | $1,254,000 | $726,000 | $440,000 |
| 香港一哩錦標 | $25,000,000    | $14,250,000 | $5,500,000 | $2,500,000 | $1,425,000 | $825,000 | $500,000 |
| 香港盃       | $28,000,000    | $15,960,000 | $6,160,000 | $2,800,000 | $1,596,000 | $924,000 | $560,000 |

此外蘇銘倫原定由12月13日起的香港賽馬日策騎，但因香港政府規定，需要接受多一次2019冠狀病毒病檢測，因等待結果。香港賽馬會決定該天蘇銘倫所有座騎全數替換。騎師潘頓亦因社交網站Twitter之言論，被罰款4萬港元。

### 香港瓶
開跑時間：14:00（UTC+8）；賽道：草地 - "A" 賽道；場地狀況：好地
| 馬號 | 馬匹     | 代表國家/地區 | 騎師   | 練馬師   | 國際評分 | 負磅 | 馬齡 | 檔位 |
| ---- | -------- | ------------- | ------ | -------- | -------- | ---- | ---- | ---- |
| 1    | 時時精綵 | 香港          | 潘頓   | 告東尼   | 120      | 126  | 6    | 5    |
| 2    | 任我行   | 香港          | 布達德 | 大衛希斯 | 114      | 126  | 6    | 7    |
| 3    | 好好瑪   | 香港          | 何澤堯 | 賀賢     | 112      | 126  | 6    | 2    |
| 4    | 時時有餘 | 香港          | 莫雷拉 | 方嘉柏   | 111      | 126  | 5    | 1    |
| 5    | 鬍鬚漢   | 法國          | 巴米高 | 雷里雅   | 110      | 126  | 7    | 3    |
| 6    | 幸福掌聲 | 香港          | 布宜學 | 沈集成   | 109      | 126  | 4    | 6    |
| 7    | 業界巨頭 | 爱尔兰        | 莫雅   | 岳伯仁   | 121      | 121  | 3    | 4    |

香港瓶出賽馬匹只有七匹，為歷屆最低紀錄。
- 時時精綵曾於2018年贏出此賽事，雖然上季在此賽奪季，但仍然憑女皇盃、香港冠軍暨遮打盃的勝仗，成為香港馬王。
- 任我行上季在五駒上陣的皇太后紀念盃摘下勝利。
- 好好瑪是2019年皇太后紀念盃冠軍。
- 時時有餘在馬會盃中取下季軍，今場賽事再次與莫雷拉合作。
- 法國馬鬍鬚漢去年曾經贏出巴林國際錦標。
- 幸福掌聲曾經在香港打吡大賽以冷門馬身份跑入亞軍。
- 愛爾蘭馬業界巨頭是日出之國（英语：Japan (horse)）全弟[10]，九月輕取巴黎大賽（法语：Grand Prix de Paris (course de plat)），贏下首個一級賽冠軍[11]。

#### 香港瓶賽果
| 名次 | 馬號 | 馬匹     | 時間    | 勝負距離 |
| ---- | ---- | -------- | ------- | -------- |
| 1    | 7    | 業界巨頭 | 2:27.21 |          |
| 2    | 1    | 時時精綵 | 2:27.70 | 3        |
| 3    | 4    | 時時有餘 | 2:27.77 | 3-1/2    |
| 4    | 3    | 好好瑪   | 2:28.17 | 6        |
| 5    | 6    | 幸福掌聲 | 2:28.30 | 6-3/4    |
| 6    | 2    | 任我行   | 2:28.60 | 8-3/4    |
| 7    | 5    | 鬍鬚漢   | 2:28.84 | 10-1/4   |

### 香港短途錦標
開跑時間：14:40（UTC+8）；賽道：草地 - "A" 賽道；場地狀況：好地
| 馬號 | 馬匹     | 代表國家/地區 | 騎師   | 練馬師   | 國際評分 | 負磅 | 馬齡 | 檔位 |
| ---- | -------- | ------------- | ------ | -------- | -------- | ---- | ---- | ---- |
| 1    | 川河達駒 | 香港          | 何澤堯 | 方嘉柏   | 125      | 126  | 5    | 1    |
| 2    | 旺蝦王   | 香港          | 莫雷拉 | 蔡約翰   | 120      | 126  | 6    | 5    |
| 3    | 仁者荃心 | 香港          | 郭能   | 文家良   | 115      | 126  | 6    | 10   |
| 4    | 遨遊戰士 | 香港          | 田泰安 | 姚本輝   | 115      | 126  | 5    | 8    |
| 5    | 野田重擊 | 日本          | 莫雅   | 安田隆行 | 114      | 126  | 5    | 14   |
| 6    | 倫敦塔   | 日本          | 布宜學 | 藤澤和雄 | 114      | 126  | 5    | 12   |
| 7    | 有理共想 | 香港          | 梁家俊 | 葉楚航   | 114      | 126  | 7    | 9    |
| 8    | 錶之智能 | 香港          | 巴度   | 告東尼   | 112      | 126  | 4    | 11   |
| 9    | 大籐王   | 香港          | 史卓豐 | 高伯新   | 112      | 126  | 7    | 6    |
| 10   | 日日精彩 | 香港          | 蔡明紹 | 羅富全   | 110      | 126  | 5    | 7    |
| 11   | 旌暉     | 香港          | 巴米高 | 姚本輝   | 110      | 126  | 9    | 3    |
| 12   | 君達星   | 香港          | 潘頓   | 丁冠豪   | 109      | 126  | 6    | 2    |
| 13   | 載譽歸來 | 香港          | 賀銘年 | 羅富全   | 109      | 126  | 6    | 13   |
| 14   | 當家猴王 | 香港          | 布達德 | 韋達     | 109      | 126  | 4    | 4    |

公佈獲選馬匹名單後退出馬匹：最合拍（12月7日被安排跳1800草地，但在接近完成操練時突然斷腳，在巴度隨即收停後已遭人道毁滅，由後補馬君達星補上）、地獄火（12月8日證實左前腿不良於行，無法參與賽事而退出，由後備馬當家猴王補上）
- 川河達駒多番轉折下，以自購馬身份往香港出賽，抵達香港之前，贏出澳洲最高獎金比賽珠穆朗瑪峰錦標。
- 旺蝦王在2018年及2020年贏出馬會短途錦標。
- 仁者荃心在2020年主席短途獎跑入一席亞軍。
- 遨遊戰士今年4月角逐短途錦標控制步速一放到底。
- 日本馬野田重擊繼續保持一級賽以外連勝佳績，短途馬錦標不敵放聲歡呼。
- 倫敦塔是2019年短途馬錦標冠軍，2020年出賽不多，同時更是藤澤和雄最後一次派馬遠征香港。
- 有理共想前仗精英碗中後追爆冷取勝，今場續配梁家俊。
- 錶之智能今季在國慶盃大勝而回。
- 大籐王在2019年4月贏出短途錦標。
- 日日精彩曾經取下2019-20年洋紫荊短途錦標勝利。
- 旌暉經常在分級賽爆冷上名，上季贏出精英碟。
- 君達星是2019-20年香港馬季最大進步馬匹，丁冠豪首次以練馬師身份參加香港國際賽事，並獲香港冠軍騎師潘頓策騎。
- 載譽歸來自去年12月贏出二班1200米賽事後未曾取勝。
- 當家猴王是跑馬地馬場草地1000米全港紀錄時間保持者，韋達首次以練馬師身份派馬參加香港國際賽事。

#### 香港短途錦標賽果
| 名次 | 馬號 | 馬匹     | 時間    | 勝負距離 |
| ---- | ---- | -------- | ------- | -------- |
| 1    | 5    | 野田重擊 | 1:08.45 |          |
| 2    | 11   | 旌暉     | 1:08.55 | 1/2      |
| 3    | 9    | 大籐王   | 1:08.58 | 3/4      |
| 4    | 7    | 有理共想 | 1:08.60 | 3/4      |
| 5    | 13   | 載譽歸來 | 1:08.65 | 1-1/4    |
| 6    | 8    | 錶之智能 | 1:08.67 | 1-1/2    |
| 7    | 2    | 旺蝦王   | 1:08.70 | 1-1/2    |
| 8    | 4    | 遨遊戰士 | 1:08.96 | 3-1/4    |
| 9    | 12   | 君達星   | 1:09.24 | 5        |
| 10   | 14   | 當家猴王 | 1:09.32 | 5-1/2    |
| 11   | 1    | 川河達駒 | 1:09.49 | 6-1/2    |
| 12   | 10   | 日日精彩 | 1:09.80 | 8-1/2    |
| 13   | 6    | 倫敦塔   | 1:10.16 | 10-3/4   |
| 14   | 3    | 仁者荃心 | 1:14.60 | 38-1/2   |

### 香港一哩錦標
開跑時間：15:50（UTC+8）；賽道：草地 - "A" 賽道；場地狀況：好地
| 馬號 | 馬匹     | 代表國家/地區 | 騎師   | 練馬師   | 國際評分 | 負磅 | 馬齡 | 檔位 |
| ---- | -------- | ------------- | ------ | -------- | -------- | ---- | ---- | ---- |
| 1    | 美麗傳承 | 香港          | 潘頓   | 大衛希斯 | 123      | 126  | 8    | 3    |
| 2    | 金鎗六十 | 香港          | 何澤堯 | 呂健威   | 119      | 126  | 5    | 7    |
| 3    | 頌讚火星 | 日本          | 莫雅   | 友道康夫 | 118      | 126  | 4    | 10   |
| 4    | 嘉應之星 | 香港          | 史卓豐 | 告東尼   | 118      | 126  | 5    | 9    |
| 5    | 川河尊駒 | 香港          | 田泰安 | 方嘉柏   | 118      | 126  | 8    | 6    |
| 6    | 夏威夷   | 香港          | 莫雷拉 | 蔡約翰   | 118      | 126  | 5    | 5    |
| 7    | 羅馬精神 | 爱尔兰        | 李威廉 | 高敦     | 116      | 126  | 5    | 4    |
| 8    | 精明才子 | 香港          | 梁家俊 | 羅富全   | 110      | 126  | 6    | 8    |
| 9    | 高大威猛 | 香港          | 巴度   | 姚本輝   | 109      | 126  | 5    | 2    |
| 10   | 澳國勳章 | 爱尔兰        | 布達德 | 岳伯仁   | 120      | 125  | 3    | 1    |

公佈獲選馬匹名單後退出馬匹：文壇怪傑（11月28日退出）、百步穿雲（11月30日退出，因在其士盃賽後表現一般）、幸福笑容（12月3日退出）
- 曾創下十連勝佳績的美麗傳承，今年避戰馬會一哩錦標，大衛希斯揚言如果美麗傳承在香港一哩錦標三甲不入，將會申請將馬匹退役。
- 金鎗六十上季稱霸香港四歲馬系列賽，目前保持十連勝的佳績。
- 2019年冠軍頌讚火星力求以原班人馬衛冕，2020年只是出賽三次。
- 嘉應之星上季贏出獅子山錦標之餘，沙田錦標以及馬會一哩錦標不敵金鎗六十跑獲亞軍。
- 川河尊駒在2020年冠軍一哩賽擊敗美麗傳承。
- 夏威夷去年在香港一哩錦標跑獲亞軍。
- 由香港信和集團主席黃志祥擁有的羅馬精神，曾於2019年奪得傑克莫華大賽冠軍[12]。
- 精明才子今年3月曾贏出一班1600米賽事。
- 高大威猛今季季初二連勝，角逐分級賽在馬會一哩錦標跑第四。
- 澳國勳章在育馬者盃一哩大賽後備補上下爆大冷取勝[13]。

#### 香港一哩錦標賽果
| 名次 | 馬號 | 馬匹     | 時間    | 勝負距離 |
| ---- | ---- | -------- | ------- | -------- |
| 1    | 2    | 金鎗六十 | 1:33.45 |          |
| 2    | 5    | 川河尊駒 | 1:33.79 | 2        |
| 3    | 3    | 頌讚火星 | 1:33.81 | 2-1/4    |
| 4    | 6    | 夏威夷   | 1:33.84 | 2-1/2    |
| 5    | 1    | 美麗傳承 | 1:33.97 | 3-1/4    |
| 6    | 10   | 澳國勳章 | 1:34.22 | 4-3/4    |
| 7    | 9    | 高大威猛 | 1:34.24 | 5        |
| 8    | 4    | 嘉應之星 | 1:35.22 | 11       |
| 9    | 8    | 精明才子 | 1:35.34 | 11-3/4   |
| 10   | 7    | 羅馬精神 | 1:36.05 | 16-1/4   |

### 香港盃
開跑時間：16:30（UTC+8）；賽道：草地 - "A" 賽道；場地狀況：好地
| 馬號 | 馬匹     | 代表國家/地區 | 騎師     | 練馬師     | 國際評分 | 負磅 | 馬齡 | 檔位 |
| ---- | -------- | ------------- | -------- | ---------- | -------- | ---- | ---- | ---- |
| 1    | 實勁力達 | 法國          | 布德達   | 雷里雅     | 121      | 126  | 5    | 4    |
| 2    | 野田優驥 | 日本          | 布宜學   | 中內田充正 | 119      | 126  | 5    | 6    |
| 3    | 勝出光采 | 日本          | 松岡正海 | 畠山吉宏   | 119      | 126  | 6    | 8    |
| 4    | 添滿意   | 香港          | 莫雷拉   | 告東尼     | 117      | 126  | 6    | 5    |
| 5    | 馬克羅斯 | 香港          | 田泰安   | 告東尼     | 117      | 126  | 7    | 2    |
| 6    | 與龍共舞 | 香港          | 何澤堯   | 方嘉柏     | 109      | 126  | 7    | 7    |
| 7    | 變魔術   | 爱尔兰        | 莫雅     | 岳伯仁     | 121      | 122  | 5    | 1    |
| 8    | 樸素無華 | 日本          | 潘頓     | 萩原清     | 114      | 122  | 5    | 3    |

公佈獲選馬匹名單後退出馬匹：安恬（11月28日退出）、達龍駒（11月30日退出，因在其士盃賽後表現一般，其後於12月2日宣佈退役）、星洲司令（12月4日退出）
- 法國馬實勁力達兩度贏出多拉爾錦標，並於2020年冠軍錦標中跑獲亞軍，先於變魔術過終點[14]。
- 野田優驥今年遠征澳洲在女皇伊利沙伯錦標跑入第三[15]。
- 在香港取下兩場一級賽勝利的勝出光采試圖衛冕，並克服蟻洞傷患[16]。
- 添滿意轉投告東尼馬房後表現轉好，贏出婦女銀袋賽後，馬會盃中擊敗時時精綵。
- 馬克羅斯曾於2017年此賽事奪冠。
- 與龍共舞上季末贏出精英碟，更大勝四個多馬位。
- 變魔術在愛爾蘭冠軍錦標擊敗國際評分第一的既成事實[17]。
- 樸素無華今年的主要的勝仗是贏出札幌紀念[18]。

#### 香港盃賽果
| 名次 | 馬號 | 馬匹     | 時間    | 勝負距離 |
| ---- | ---- | -------- | ------- | -------- |
| 1    | 8    | 樸素無華 | 2:00.50 |          |
| 2    | 3    | 勝出光采 | 2:00.62 | 3/4      |
| 3    | 7    | 變魔術   | 2:00.63 | 3/4      |
| 4    | 2    | 野田優驥 | 2:00.83 | 2        |
| 5    | 4    | 添滿意   | 2:00.94 | 2-3/4    |
| 6    | 6    | 與龍共舞 | 2:01.09 | 3-3/4    |
| 7    | 1    | 實勁力達 | 2:01.19 | 4-1/4    |
| 8    | 5    | 馬克羅斯 | 2:02.82 | 14-1/2   |

## 備註
1. ↑  原配騎師蘇銘倫因董事決定退出賽事，由何澤堯接替
2. ↑  原配騎師蘇銘倫因董事決定退出賽事，由巴度接替
3. ↑  原配騎師蘇銘倫因董事決定退出賽事，由莫雅接替
4. ↑  原配騎師蘇銘倫因董事決定退出賽事，由潘頓接替

## 紀錄
- 杜苑欣成為第一位贏出國際騎師錦標賽任何一關賽事的的女騎師。
- 潘頓超越巫斯義成為贏出最多次香港國際賽事的騎師。
- 莫雅成為繼巫斯義、莫雷拉和潘頓之後第四位贏出香港國際賽事四項賽事的騎師。
- 香港短途錦標當中的連贏、位置Q（野田重擊搭旌暉）、四連環、四重彩以及新彩池二重彩創下歷屆國際賽派彩紀錄。

## 外部連結
- 浪琴表香港國際賽事2020（页面存档备份，存于）（馬匹往績特刊）